# Georg Buschor
Georg Buschor (né le 14 mars 1923 à Athènes, mort le 11 février 2005 à Lugano) était un auteur de chansons allemand, qui a créé avec le compositeur Christian Bruhn de nombreux tubes populaires et en particulier des chansons pour Mireille Mathieu.